# Mason Mount
Mason Tony Mount (ur. 10 stycznia 1999 w Portsmouth) – angielski piłkarz występujący na pozycji pomocnika w Manchesterze United oraz w reprezentacji Anglii. Wicemistrz Europy z 2021 roku. Uczestnik mistrzostw świata 2022.

## Kariera klubowa
Swoją karierę piłkarską rozpoczął jako czterolatek w lokalnej lidze, poświęcając jeden dzień w tygodniu na treningi w akademiach Portsmouth, Southampton i Chelsea. W 2005 roku, w wieku 6 lat dołączył do Chelsea. 
24 lipca 2017 roku Mount został do końca sezonu wypożyczony do grającego w Eredivisie Vitesse. Wystąpił łącznie w 39 meczach zdobywając 14 bramek. Pod koniec wypożyczenia Mount został wybrany przez kibiców Vitesse graczem sezonu.
Sezon 2018/19 Mount spędził na wypożyczeniu w Derby County, zespole prowadzonym wówczas przez Franka Lamparda. W 44 spotkaniach strzelił 11 goli, przyczyniając się do zakwalifikowania się drużyny do finałów play-off.
15 lipca 2019 roku przedłużył swój kontrakt z Chelsea do 30 czerwca 2024 roku. W pierwszej drużynie Chelsea zadebiutował 11 sierpnia 2019 roku w wyjazdowym meczu Premier League przeciwko Manchesterowi United.
5 lipca 2023 roku podpisał pięcioletni kontrakt z opcją przedłużenia o kolejny rok z Manchesterem United. W nowym klubie zadebiutował 14 sierpnia 2023 roku w wygranym 1:0 meczu przeciwko Wolverhampton Wanderers, zostając zmienionym w 68 minucie spotkania przez Christiana Eriksena. Pierwszą bramkę dla Manchesteru United zdobył 30 marca 2024 roku w zremisowanym 1:1 spotkaniu przeciwko Brentford.

## Kariera reprezentacyjna
Mount reprezentował Anglię na szczeblu do lat 16, 17, 18 oraz 19. W 2017 roku został powołany do drużyny do lat 19 na Mistrzostwa Europy U-19: 2017, gdzie został wybrany Graczem Turnieju.
Po imponującym sezonie 2017/18 spędzonym w Vitesse, Mount został zaproszony przez menedżera Garetha Southgate'a na treningi seniorskiej reprezentacji Anglii na tydzień przed rozpoczęciem Mistrzostw Świata. W październiku 2018 roku został po raz pierwszy powołany do drużyny seniorskiej na mecze Ligi Narodów UEFA przeciwko Chorwacji i Hiszpanii. 
W maju 2019 roku Mount został powołany do 23-osobowej kadry na Mistrzostwa Europy do lat 21.
7 września 2019 zadebiutował w reprezentacji Anglii w wygranym 4:0 meczu eliminacji do Euro 2020 z Bułgarią.

## Statystyki

### Klubowe
(aktualne na 17 sierpnia 2025)
| Klub                | Sezon              | Liga               | Liga | Liga | Puchar kraju | Puchar kraju | Puchar ligi | Puchar ligi | Europa | Europa | Inne | Inne | Suma | Suma |
| Klub                | Sezon              | Liga               | M    | B    | M            | B            | M           | B           | M      | B      | M    | B    | M    | B    |
| ------------------- | ------------------ | ------------------ | ---- | ---- | ------------ | ------------ | ----------- | ----------- | ------ | ------ | ---- | ---- | ---- | ---- |
| Chelsea             | 2017/18            | Premier League     | 0    | 0    | 0            | 0            | 0           | 0           | 0      | 0      | –    | –    | 0    | 0    |
| Vitesse (wyp.)      | 2017/18            | Eredivisie         | 29   | 9    | 1            | 0            | –           | –           | 6      | 0      | 3    | 5    | 39   | 14   |
| Derby County (wyp.) | 2018/19            | Championship       | 35   | 8    | 2            | 0            | 4           | 2           | –      | –      | 3    | 1    | 44   | 11   |
| Chelsea             | 2019/20            | Premier League     | 37   | 7    | 6            | 1            | 1           | 0           | 8      | 0      | 1    | 0    | 53   | 8    |
| Chelsea             | 2020/21            | Premier League     | 36   | 6    | 5            | 1            | 2           | 0           | 11     | 2      | –    | –    | 54   | 9    |
| Chelsea             | 2021/22            | Premier League     | 32   | 11   | 5            | 1            | 6           | 0           | 7      | 1      | 3    | 0    | 53   | 13   |
| Chelsea             | 2022/23            | Premier League     | 24   | 3    | 1            | 0            | 1           | 0           | 9      | 0      | –    | –    | 35   | 3    |
| Manchester United   | 2023/24            | Premier League     | 14   | 1    | 2            | 0            | 2           | 0           | 2      | 0      | –    | –    | 20   | 1    |
| Manchester United   | 2024/25            | Premier League     | 17   | 1    | 0            | 0            | 0           | 0           | 9      | 2      | 1    | 0    | 27   | 3    |
| Manchester United   | 2025/26            | Premier League     | 1    | 0    | 0            | 0            | 0           | 0           | –      | –      | –    | –    | 1    | 0    |
| Ogólnie w karierze  | Ogólnie w karierze | Ogólnie w karierze | 225  | 46   | 22           | 3            | 16          | 2           | 52     | 5      | 11   | 6    | 326  | 62   |

## Sukcesy

### Chelsea
- Liga Mistrzów UEFA: 2020/2021[15]
- Superpuchar Europy UEFA: 2021
- Klubowe mistrzostwa świata: 2021

### Manchester United
- Puchar Anglii: 2023/2024

### Reprezentacyjne
- Mistrzostwo Europy U-19: 2017